# Max Temmerman

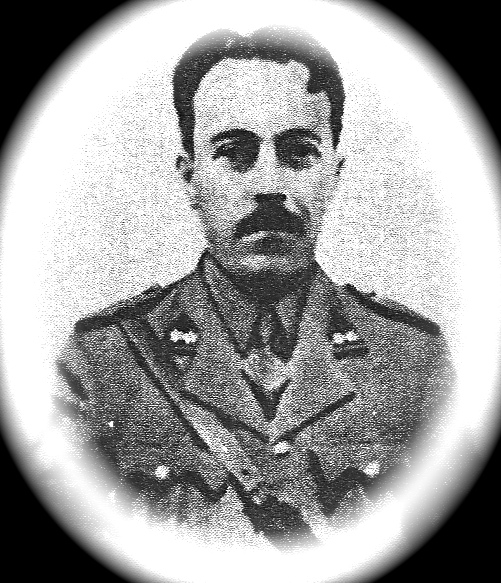
Max Temmerman

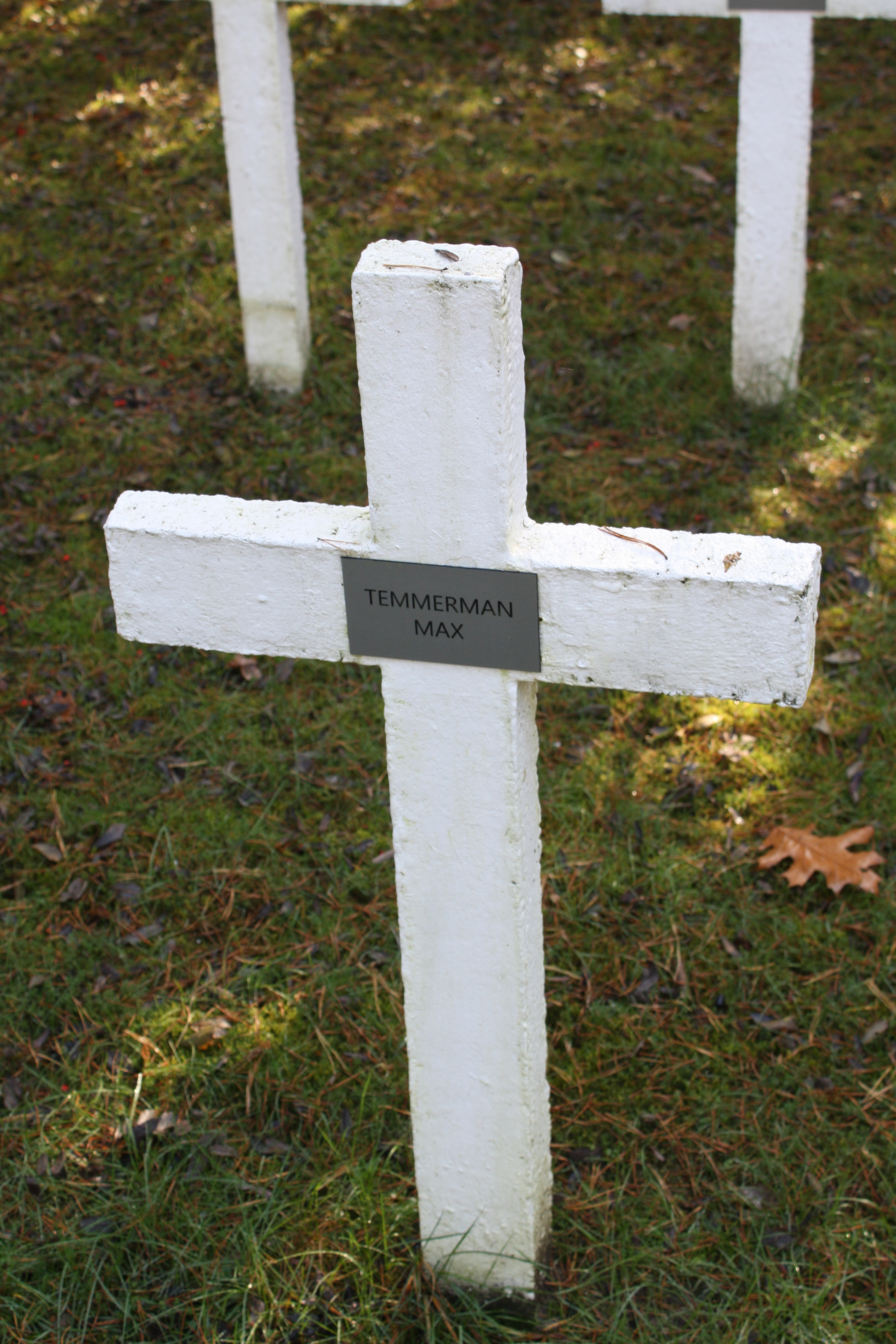
Erekruis

Max Temmerman (Antwerpen, 30 september 1901 - 21 november 1942) was een Belgisch verzetsheld.
Na de inval van de Duitsers op 10 mei 1940 kwam een van de eerste bommen terecht op de woning van de familie Temmerman in Edegem. De familie nam haar intrek in haar buitenverblijf in Heide-Kalmthout.
De bezetter had het heidegebied uitgekozen voor het opstellen van vernietigingswapens gericht op Londen. Kalmthout zou een belangrijke strategische draaischijf worden met intense militaire activiteit. Informatie hierover was voor de geallieerden belangrijk.

## Levensloop
Max Temmerman was de oudste in een gezin met vijf kinderen. Zijn vader, Emmanuel Temmerman was magistraat. Max werd advocaat en pleitte vlot in beide landstalen.
In 1924 werd hij onder de wapens geroepen en promoveerde tot reserveofficier. Gemobiliseerd in april 1940, trad hij toe tot het Verzet in december 1941. Hij behoorde tot de 'groep Stockmans' die gegevens, bevindingen en verslagen doorstuurde naar Groot-Brittannië.
De groep werd verraden en opgepakt op 20 juni 1942. Een Duits krijgstribunaal veroordeelde acht leden, waaronder Max Temmerman, tot de doodstraf op 13 augustus 1942. Zij werden gefusilleerd op 21 november 1942 in een militair bouwwerk van de Brialmont verdedigingswal. Getuigen vertelden dat zij het vaderlandse lied zongen toen hun lot zich voltrok. Hun lichamen werden getransporteerd naar de begraafplaats van Hechtel, bij Leopoldsburg, door de bezetter ingericht in een verlaten bos. Deze plek is vandaag een monument aan de Weerstand waar 174 kruisen staan opgesteld.
Na de oorlog werden de lichamen opgegraven en aan de families overgedragen. Max Temmerman kreeg een burgergraf met daarop gebeiteld: Mort pour la Patrie. Hij werd postuum gelauwerd met eretekens met palm, waaronder ridder in de  Leopoldsorde, Oorlogskruis en de Medaille van de weerstand.

## Herdenking als verzetsheld
In 1946 werden enkele straten in Heide-Kalmthout omgedoopt. De Keienhoflaan werd de Max Temmermanlaan, de Planterijstraat de Bevrijdingslei en de Zandstraat de Canadezenlaan. In de grote hal van het gerechtshof in Antwerpen bevindt zich een arduinen gedenkmonument 1940-1945 met 10 namen, waaronder die van Max Temmerman. Een naamplaat met oorlogsslachtoffers tegen de St.Jozefkerk van de parochie Heide vernoemde hem eveneens. Deze plaat is verdwenen. Het plaatsje Heide, na de fusie Kalmthout, werd bevrijd op 8 oktober 1944 door 2de Canadese infanteriedivisie. Jaarlijks wordt hier hulde gebracht bij het Monument van de Erkentelijkheid. Het werd gesculpteerd door beeldhouwer Xavier De Wulf en stelt twee bronzen soldaten voor die elkaar ontmoeten: Een weerstander en een geallieerde. Had deze gruwelijke oorlog nog niet lang genoeg geduurd?